# 理光GXR

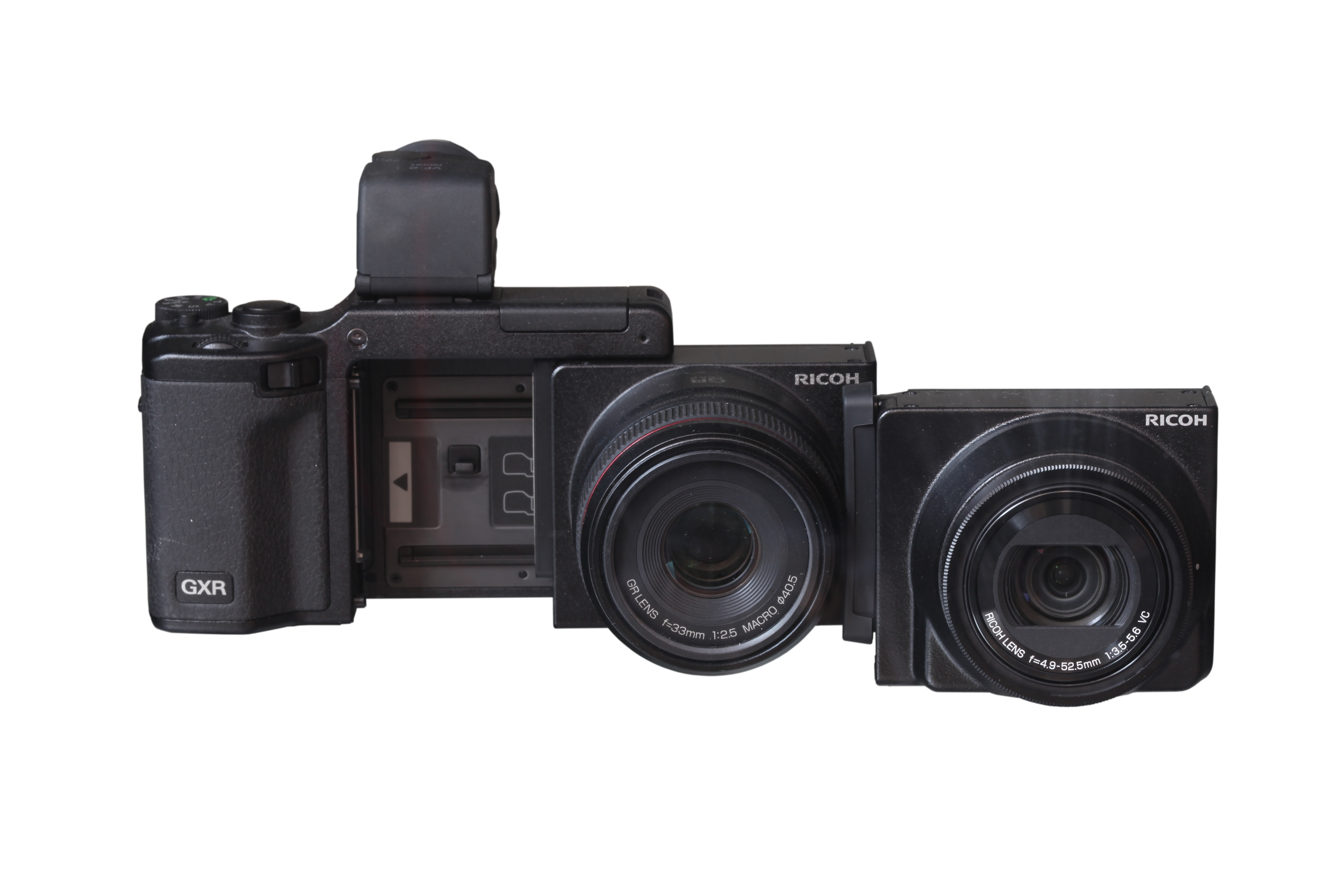
一套理光GXR：机身，A12微距镜头组以及P10 28-300mm镜头组

理光GXR是由理光公司于2009年11月10日推出的模块化设计相机产品。约在2013年中段停产，没有类似的后续产品。
从发布到停产，GXR系统共具有一款机身，以及六款可更换成像模块。

## 概述
传统的可交换式相机设计，作为主体的部件，一个是光学部的镜头，一个则是包括胶片/传感器和取景器的机身部。而GXR的设计，则采用了 镜头-传感器一体的相机部（Camera Unit）与 机身部（Body Unit）的区分。两者之间通过一扁平接口进行连接，并进行数据交换。
传感器与镜头一体的设计，是数码摄影条件下才可能存在的，同时由于可以为不同焦距与用途的镜头，分别优化配置传感器上的微透镜，而可以使得成像效果有一定提升。20世纪90年代的美能达 Dimage EX相机也曾尝试过使用类似设计。
在理光的路线图上，曾经布置了长焦镜头单元，以及无线传输摄影单元，不过皆未发售。从2009年发布开始，到2013年停产，GXR系统一共具备一款机身部，6款交换式相机部（其中5款相机单元，1款为卡口单元）。

## 可交换机身部

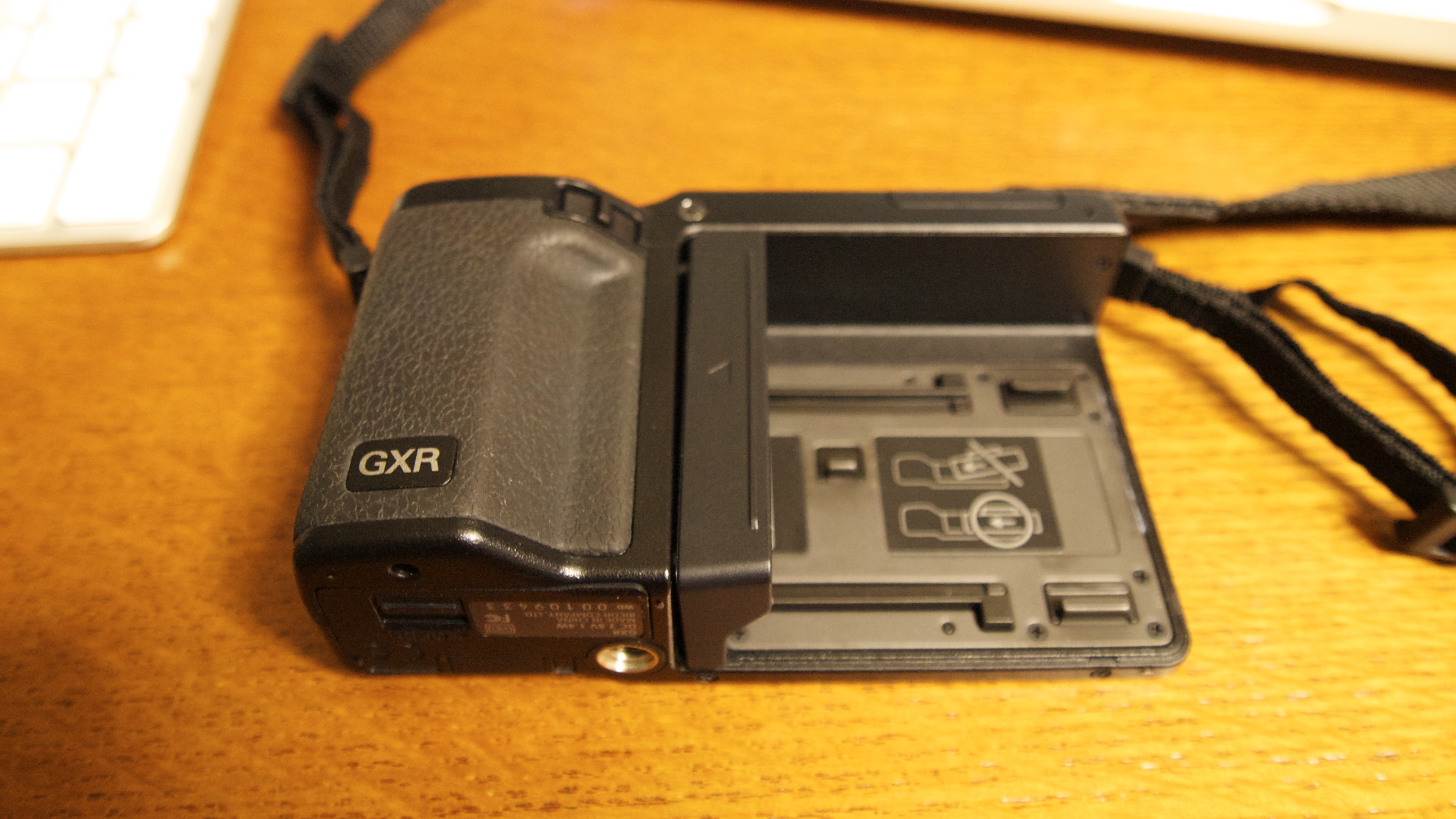
理光GXR的机身部

GXR机身仅存在一个版本。机身上具备内置闪光灯，同时有热靴接口。
背部具备3英寸LCD显示屏，92万点显示。
机身部的外形尺寸为 113.9mm x 70.2mm x 37.5mm。不含电池重为160g。

## 可交换成像部
用于成像的可交换部，截止2013年停止生产，一共有6款进行发售。其中 mount A12 为具备 Leica M 卡口的可换镜头设计模块(Lens Mount Unit)，其余5款为固定镜头模块(Camera Unit)。
需要注意，标号已代表传感器规格，“A”代表APS-C，“S”对应1/1.7英寸，“P”为1/2.3英寸。而数字代表以mp（MegaPixel）为单位的像素数。
| 标号      | 镜头规格                 | 传感器尺寸 | 等效焦距(mm) | 备注                                     |
| --------- | ------------------------ | ---------- | ------------ | ---------------------------------------- |
| A12       | GR Lens 33mm F2.5        | APS-C      | 50           | 微距                                     |
| A12       | GR Lens 18.3mm F2.5      | APS-C      | 28           |                                          |
| mount A12 | n/a                      | APS-C      | n/a          | 具备Leica M卡口，可以使用M卡口或兼容镜头 |
| A16       | RICOH Lens 15.7mm-55.5mm | APS-C      | 24-85        |                                          |
| S10       | RICOH Lens 5.1mm-15.3mm  | 1/1.7英寸  | 24-72        | 具备光学防抖功能                         |
| P10       | RICOH Lens 4.9mm-52.5mm  | 1/2.3英寸  | 28-300       | 具备光学防抖功能                         |

## 其他附件
- VF-2：电子取景器，与GXR机身连接使用
- GF-1：外接闪光灯，带TTL功能
- DB-90：GXR机身使用的锂离子电池